# Gumpert Apollo

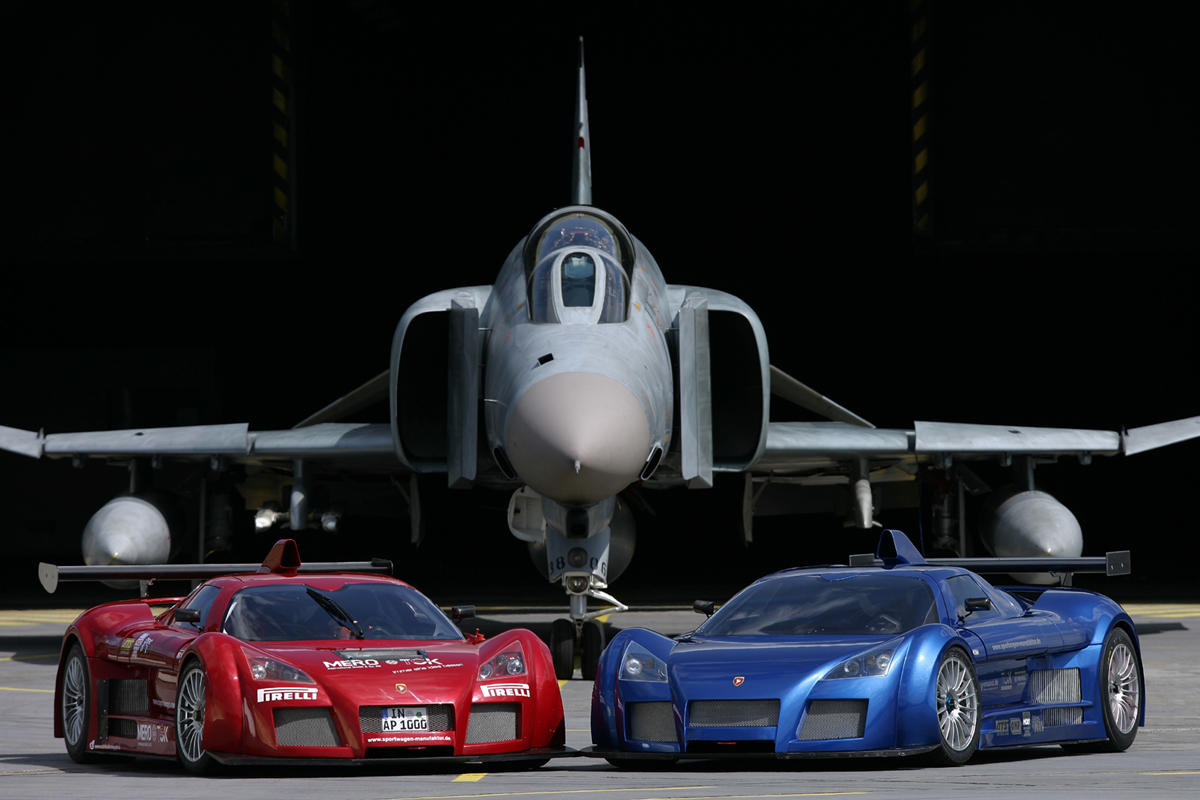
Prototip amb un Phantom F-4

Gumpert Apollo és un cotxe esportiu el primer model del qual va ser construït el 2005. Només se n'han fabricat 3 unitats en tot el món.
Té un motor Audi de 4.200 cc, amb 8 cilindres, una caixa de canvis manual de 6 velocitats i pt aconseguir una velocitat màxima de 360 km/h. Té un gran poder d'acceleració que li permet arribar de 0 a 100 km/h en només 3 segons, i una potència de 639 cavalls a 6.800 revolucions. Pesa 1.100 kg.
El model del 2007 es presentà amb un motor V8 biturbo amb 800 CV de potència i el seu preu se situa al voltant de 200.000 € + impostos.